# Прайс, Алан
Алан Прайс (англ. Alan Price; 19 апреля 1942, Фатфилд, Вашингтон, Дарем) — британский клавишник группы The Animals, автор песен и актёр.
После распада группы начал заниматься сольной карьерой. Выпустил в 1973 году саундтрек к фильму «О, счастливчик!». В 1984 году выпустил диск The Best of Alan Price.

## Дискография
- The Price to Play The Alan Price Set (Decca) 1966
- A Price on His Head (Decca) 1967
- Fame and Price, Price and Fame: Together! w/Georgie Fame (CBS) 1971
- O Lucky Man! (Warner Bros.) 1973
- Between Today and Yesterday (Warner Bros.) 1974
- Savaloy Dip (Reprise) 1974 withdrawn
- Metropolitan Man (Polydor) 1975
- Performing Price Live (Polydor) 1975
- Shouts Across the Street (Polydor) 1976
- Alan Price (Polydor) 1977
- Rainbows End (Jet) 1977
- England My England (Jet) 1978
- Lucky Day (Jet) 1979
- Rising Sun (Jet) 1980
- Geordie Roots & Branches (MWM Productions) 1983
- Liberty 1989
- A Gigster’s Life for Me (Indigo/Sanctuary Blues Masters) 1996
- A Rock ’N’ Roll Night at the Royal Court… (Edsel) 2001
- Willow Weep for Me (Magic) 2001
- Based on a True Story (Apaloosa) 2002
- Geordie Boy — The Antology 2002